# Still Sucks
Still Sucks es el séptimo álbum de estudio de la banda estadounidense de nu metal Limp Bizkit, lanzado el 31 de octubre de 2021 a través de Suretone Records. Después de que la formación original se reuniera en 2009, el quinto álbum de la banda, Gold Cobra, fue lanzado en 2011.
La banda salió de Interscope y firmó con Cash Money Records en febrero de 2012. Después de muchos retrasos, el primer sencillo del álbum, "Ready to Go", con su compañero de discográfica Lil Wayne fue lanzado en abril de 2013. Es el primer álbum desde The Unquestionable Truth (Part 1) producido por Ross Robinson. Después de numerosos retrasos, se esperaba el álbum a principios de 2014. La banda dejó oficialmente Cash Money Records el 26 de octubre de 2014, afirmando que; "Si bien nos divertimos mucho haciendo 'Ready to Go', que resultó en una gran canción, decidimos que querían ir por un camino diferente creativamente, pero todavía tenemos respeto por todos en Cash Money y miramos hacia el futuro y el lanzamiento de Stampede of the Disco Elephants".
El álbum permaneció en un infierno de desarrollo durante años sin una fecha de lanzamiento establecida. El guitarrista Wes Borland ya ha terminado de escribir y tocar guitarras para el disco, pero declaró a finales de 2017 que el líder Fred Durst todavía está trabajando en sus partes. Borland reiteró nuevamente el progreso de la banda en noviembre de 2018. En julio de 2017, Durst afirmó en Instagram que el álbum ya había estado disponible en línea durante un año y medio en Soulseek, pero Borland refutó esto diciendo que “no sabe qué [Durst] está hablando".

## Grabación y producción
La banda comenzó a trabajar en el álbum en 2012, cuando firmaron con Cash Money. El sencillo "Ready to Go" fue producido por el productor de hip hop Polow da Don. Durst dijo a Billboard que estaba poniendo los toques finales en la pista en marzo de 2012.
En su opinión positiva del sencillo, Artistdirect escribió: ""Ready to Go" se siente como una banda despertado en muchos aspectos. Al mismo tiempo, es el Bizkit que el mundo conoce y ama desde Significant Other y Chocolate Starfish and the Hotdog Flavored Water".
En mayo de 2013, en medio de su gira por los EE. UU., Borland dijo a Billboard: "Realmente estamos tratando de conseguir algo aquí. Hemos acabado con la mayor parte de la música, casi toda la música. He mezclado dos canciones y tienen mucho más que ver la mezcla. Las letras y las voces están completadas probablemente en un  30 por ciento , y Fred está trabajando en estos momentos, en la gira". Al describir el sonido del álbum, dijo: "un poco más divertido sin presión y un poco más. Creo que es un poco más arriesgado, , un poco menos pop estructurado tipo de cosas. No quiero decirlo pero luce tal vez como un álbum más despreocupado, musicalmente, a donde no sobre- pensar lo que estamos haciendo. nos vamos errores y saliendo, ' Oh, eso suena muy bien, dejar que pulg " En cierto modo es la forma de pensar en lugar de pulir demasiado o tratar de mantenerse dentro de los parámetros de una fórmula".  También dijo que el productor Ross Robinson (quien anteriormente produjo el álbum debut y The Unquestionable Truth (Part 1) estaba trabajando en el disco. Además explicó el título del álbum, diciendo: "sólo de ser estúpido. Creo que vimos un elefante bola de discoteca en el escaparate de una tienda en algún lugar. estábamos como, Mira, es un elefante de discoteca. deberíamos llamar a nuestro trabajo Estampida de los Elefantes de discoteca."

## Lista de canciones
Todas las canciones escritas y compuestas por Fred Durst, John Otto, Sam Rivers y Wes Borland, excepto algunas notas. 
| N.º | Título                           | Duración |  |
| 1.  | «Out of Style»                   | 3:22     |  |
| 2.  | «Dirty Rotten Bizkit»            | 3:01     |  |
| 3.  | «Dad Vibes»                      | 2:12     |  |
| 4.  | «Turn It Up, Bitch»              | 2:20     |  |
| 5.  | «Don't Change» (versión de INXS) | 2:55     |  |
| 6.  | «You Bring Out the Worst in Me»  | 3:12     |  |
| 7.  | «Love the Hate»                  | 1:56     |  |
| 8.  | «Barnacle»                       | 1:55     |  |
| 9.  | «Empty Hole»                     | 1:52     |  |
| 10. | «Pill Popper»                    | 2:24     |  |
| 11. | «Snacky Poo»                     | 4:11     |  |
| 12. | «Goodbye»                        | 2:35     |  |

## Personal
Limp Bizkit
- Fred Durst: voz
- Wes Borland: Guitarra
- Sam Rivers: bajo
- John Otto: batería
- DJ Lethal: DJ, programación

Producción
- Zakk Cervini: productor
- DJ Lethal: producción en "Turn It Up, Bitch", "Snacky Poo"
- Purps: producción en "Dad Vibes"
- Wes Borland: diseño de portada, director artístico, ilustración

## Posicionamiento en lista
| Gráfica (2021)                          | Pico de posición |
| --------------------------------------- | ---------------- |
| Australia (ARIA)                        | 35               |
| Austria (Ö3 Austria)                    | 29               |
| Bélgica (Ultratop flamenca)             | 150              |
| Bélgica (Ultratop valona)               | 184              |
| Alemania (Offizielle Top 100)           | 54               |
| Japón (Billboard Japan)                 | 37               |
| Suiza (Schweizer Hitparade)             | 35               |
| Reino Unido (UK Albums Chart)           | 79               |
| Reino Unido (UK Independent Albums)     | 17               |
| Reino Unido (UK Rock & Metal Albums)    | 14               |
| Estados Unidos (Billboard 200)          | 155              |
| Estados Unidos (Independent Albums)     | 17               |
| Estados Unidos (Top Alternative Albums) | 16               |
| Estados Unidos (Top Hard Rock Albums)   | 7                |
| Estados Unidos (Top Rock Albums)        | 26               |